# Joseph Paintsil
Joseph Paintsil (Acra, 1 de febrero de 1998) es un futbolista ghanés que juega de delantero en Los Angeles Galaxy de la Major League Soccer.

## Selección nacional
Paintsil es internacional con la selección de fútbol de Ghana.
Fue convocado con Ghana para la Copa África 2021.

## Clubes
| Club                        | País           | Año       |
| --------------------------- | -------------- | --------- |
| Tema Youth                  | Ghana          | 2016-2018 |
| Ferencvárosi T. C. (cedido) | Hungría        | 2017-2018 |
| K. R. C. Genk               | Bélgica        | 2018-2024 |
| Ankaragücü (cedido)         | Turquía        | 2020-2021 |
| Los Angeles Galaxy          | Estados Unidos | 2024-act. |

## Palmarés

### Campeonatos nacionales
| Título                      | Club               | País           | Año  |
| --------------------------- | ------------------ | -------------- | ---- |
| Primera División de Bélgica | K. R. C. Genk      | Bélgica        | 2019 |
| Supercopa de Bélgica        | K. R. C. Genk      | Bélgica        | 2019 |
| Major League Soccer         | Los Angeles Galaxy | Estados Unidos | 2024 |